# مركز قطر للفعاليات التراثية والثقافية
مركز قطر للفعاليات الثقافية والتراثية يتبع وزارة الثقافة والرياضة (قطر) ويتولى تنظيم كافة الفعاليات الثقافية والتراثية والاحتفالات الخاصة بالمناسبات الوطنية في قطر وبعض الدول العربية والأجنبية. كما يشارك المركز في الفعاليات الثقافية والتراثية التي تقيمها الدول الأخرى في قطر علاوة على أية اختصاصات تتعلق بالفعاليات والاحتفالات بالمناسبات الوطنية التي توافق عليها الوزارة، ويُعنى المركز بتنمية مهارات الشباب وتوعيتهم بأهمية الإعلام الجماهيري الجديد، وتكريس ودعم الشباب ليكون مستعداً وقادراً على استخدام أدوات التواصل مع المجتمع بما يخدم تطلعاته، وترسيخها لدى النشء والشباب وخلق فضاء للمهتمين بالإعلام الحديث بهدف تطوير القدرات التقنية والابداعية.

## الفعاليات

### اليوم الوطني
اليوم الوطني قطر هو إحياء لذكرى تأسيس دولة قطر على يد المؤسس الشيخ جاسم بن محمد بن ثاني في 18 ديسمبر من العام 1878، والذي أرسى قواعد دولة قطر الحديثة، والذي أصبحت قطر في ظل زعامته كياناً عضوياً واحداً متماسكا ًوبلداً موحداً مستقلاً.
وقد تقرر اعتبار هذا اليوم من كل عام عطلة رسمية بموجب القانون رقم (11) لسنة 2007 الذي أصدره سمو الشيخ/ تميم بن حمد آل ثاني عندما كان يشغل منصب نائب الأمير وولي العهد حينها في 21 يونيو عام 2007.
ويمثل اليوم الوطني لدولة قطر فرصة للتعريف بأعمال مؤسسي دولة قطر الذين تحمّلوا الصعاب، ودفعوا ثمنًا غاليًا لتحقيق وحدة أمتهم والاحتفاء بذكراهم، ويؤكد على هوية الدولة وتاريخها؛ كما يُجسد المُثل والآمال التي أقيمت عليها الدولة. وتعزيز الولاء والتكاتف والوحدة والاعتزاز بالهوية الوطنية القطرية.
إن يوم 18 ديسمبر هو اليوم الذي تتذكر فيه دولة قطر كيف نجحت في تحقيق وحدتها الوطنية، فأصبحت دولة متميزة، وفي هذا اليوم، يتم التعبير عن مشاعر الحب والفخر والامتنان لشعب دولة قطر العظيم الذي شارك في التضامن وأقسم على الولاء والطاعة لقائده المؤسس الشيخ جاسم بن محمد بن ثاني.
وتقام في شهر ديسمبر العديد من الاحتفالات متعددة للتعريف بتراث قطر وتقديره، وبالعادات والتقاليد الأصيلة للمجتمع القطري، والاعتزاز والفخر بالدولة، ومن هذه الاحتفالات المسير الوطني الذي يصادف 18 ديسمبر ويقام في كورنيش الدوحة بحضور حضرة صاحب السمو الأمير المفدى حفظه الله وجمع غفير من الوزراء، كبار الشخصيات، المواطنين والمقيمين، والتي تنتهي بإطلاق الألعاب النارية التي تنير سماء الدوحة ليلة ذلك اليوم.
وكذلك «فعاليات درب الساعي» المتعلّقة بالعديد من الاحتفالات والفعاليات الثقافية والتراثية التي تقام خلال شهر ديسمبر وفقاً للعادات والتقاليد القطرية الأصيلة الموروثة عن الأجداد وتعليمها للأبناء ولكافة المقيمين على أرض دولة قطر.

### معرض الدوحة الدولي للكتاب 30
يعتبر معرض الدوحة الدولي للكتاب من أقدم وأكبر معارض الكتب الدولية التي تقام في المنطقة ويحظى بسمعة طيبة نظراً للإقبال الكبير من الدول الخليجية والعربية والأجنبية للمشاركة فيه.
وكانت الانطلاقة الأولى للمعرض عام 1972 تحت إشراف دار الكتب القطرية، وكان يقام كل عامين، ومنذ عام 2002 أصبح يقام كل عام. وقد اكتسب المعرض الصبغة الدولية بعد نجاحه في استقطاب أكبر وأهم دور النشر في العالم حيث بلغ عددها في أول معرض 20 داراً للنشر ليصل الآن إلى 335 ناشر تمثل 31دولة على مساحة 29.000 متر مربع.
ومنذ عام 2010 يقوم معرض الدوحة الدولي للكتاب باختيار إحدى الدول لتكون ضيف الشرف وكانت البداية مع الولايات المتحدة الأمريكية ثم تركيا، إيران، اليابان، والبرازيل وألمانيا، وستكون جمهورية فرنسا ضيف الشرف للمعرض في دورته الثلاثون.
ويقام المعرض هذا العام تحت شعار “أفلا تتفكرون”، والذي يشرف وينظم مركز قطر للفعاليات الثقافية والتراثية، التابع لوزارة الثقافة والرياضة معرض الدوحة الدولي للكتاب، ساعياً إلى تطوير الأدوات التنظيمية للمعرض، حيث يقام المعرض في قلب الدوحة بمركز الدوحة للمعارض والمؤتمرات.

### ملتقى الشباب القطري الثالث
يهدف ملتقى الشباب القطري إلى تعزيز التواصل والحوار المتبادل بين الشباب القطري والقائمين على قطاع الشباب، كما يسعى لمنح فضاءً للتفاعل المباشر والتعبير عن الاحتياجات والتطلعات الشبابية وسبل دعمها، بالإضافة إلى صياغة رؤية ناجعة للمستقبل تمكّن الدولة من استشراف آفاق للرقي على نحو تتم وفقه الاستفادة من الطاقات الشبابية. وبهذا المعنى يكون الرهان على الشباب وتحفيزه لأداء دور فاعل ومؤثر في تنمية المجتمع هو رهان على كسب تحديات الفعل المجتمعي بما هو فعل الواثق من قدرته على المضي إلى المستقبل. فالرهان على الشباب هو رهان على الطاقات الإبداعية في صياغة مبادرات ومشاريع تمكن من تطوير آليات معالجة الإشكالات التي يواجهها المجتمع، وتدفع نحو ابتكار إمكانات لحلها سواء تعلق الأمر بمجال البحث العلمي بمختلف اختصاصاته، أو مجال الفاعلية التكنولوجية، أو الإبداع الثقافي. لذلك فإن مجتمعًا لا يحسن استثمار طاقاته الشبابية بما أنها طاقات حيوية هو مجتمع فاقد لشروط إمكان المضي في درب الرقي والتطور. من هنا، يأتي ملتقى الشباب القطري ترجمة لسياسة الدولة الحكيمة في تشجيع أبنائها الشباب على إنتاج الأفكار، وتهيئتهم لتبوء مواقع متقدمة في مؤسساتها وهياكلها.
إن إقامة ملتقى الشباب القطري يأتي من منطلق أن الشباب هم صناع المستقبل وهم الأساس في بناء الوطن، فهذا الملتقى يشكل فرصة للتفاعل المباشر والتعبير عن آمال الشباب وطموحاتهم وسبل دعمها، وإقامة مثل هذه الملتقيات من شأنه أن يصنع فكر شبابي ومبادرات شبابية تثري العمل الجماعي والتواصل بين الشباب لما له من دور في تعزيز المشاركة والتعبير وتحفيز الشباب للعطاء ومد جسور التواصل بين الشباب وقياداتهم وتبادل الخبرات والمعرفة.

### ديوان الأدعم
فعالية «ديوان الأدعم»، وذلك بمقر درب الساعي، حيث تقام فعاليات اليوم الوطني.
وتأتي الفعالية الجديدة تحقيقاً لرؤية اليوم الوطني، بتعزيز الولاء والتكاتف والوحدة والاعتزاز بالهوية الوطنية القطرية، وهو ما تجسده احتفالات اليوم الوطني للدولة يوم 18 ديسمبر من كل عام، إحياءً لذكرى تولي مؤسس الدولة الشيخ جاسم بن محمد بن ثاني، رحمه الله، حكم البلاد.
وقد استحدثت اللجنة المنظمة لاحتفالات اليوم الوطني للدولة هذه الفعالية ضمن الفعاليات الخاصة باليوم الوطني للعام 2019. وتنطلق الفعالية بالشراكة بين كل من وزارة الثقافة والرياضة، ومركز قطر للفعاليات الثقافية والتراثية، ومركز قطر للشعر «ديوان العرب»، وتستهدف شعراء القصائد النبطية والتفعيلة والعمودية من داخل دولة قطر، تأصيلاً لجوهر الشعر، وبحثاً عن أفق جديد لقول الشعر تكون فيه حرية القول الشعري مرآة لكرامة الإنسان وحقه في التعبير عن مشاعره ودوره في نهضة وطنه.
وتتشكل الفعالية في صيغة منافسة شعرية بين شعراء النبط أو العامي من مواطنين ومقيمين في قطر، وتمتد هذه المنافسة على أربع مراحل، وستتيح لجمهور الشعر التفاعل مع الشعراء وقصائدهم بشكل مباشر، أو من خلال وسائل التواصل التقليدية أو عبر منصات التواصل الاجتماعي.

## وصلات خارجية
- موقع مركز قطر للفعاليات التراثية والثقافية
- وزارة الثقافة والرياضة قطر